# Omar Nahnah
 (décembre 2018).
Si vous disposez d'ouvrages ou d'articles de référence ou si vous connaissez des sites web de qualité traitant du thème abordé ici, merci de compléter l'article en donnant les références utiles à sa vérifiabilité et en les liant à la section « Notes et références ».
Omar Nahnah est un footballeur algérien né le 17 mai 1984 à El Anasser dans la wilaya d'Alger. Il évoluait au poste d'attaquant.

## Biographie
Il évolue en Division 1 avec les clubs du CR Belouizdad, du CA Batna, et de l'ES Sétif.

## Palmarès
- Finaliste de la Coupe d'Algérie en 2003 avec le CR Belouizdad.